# Hogedrukgebied

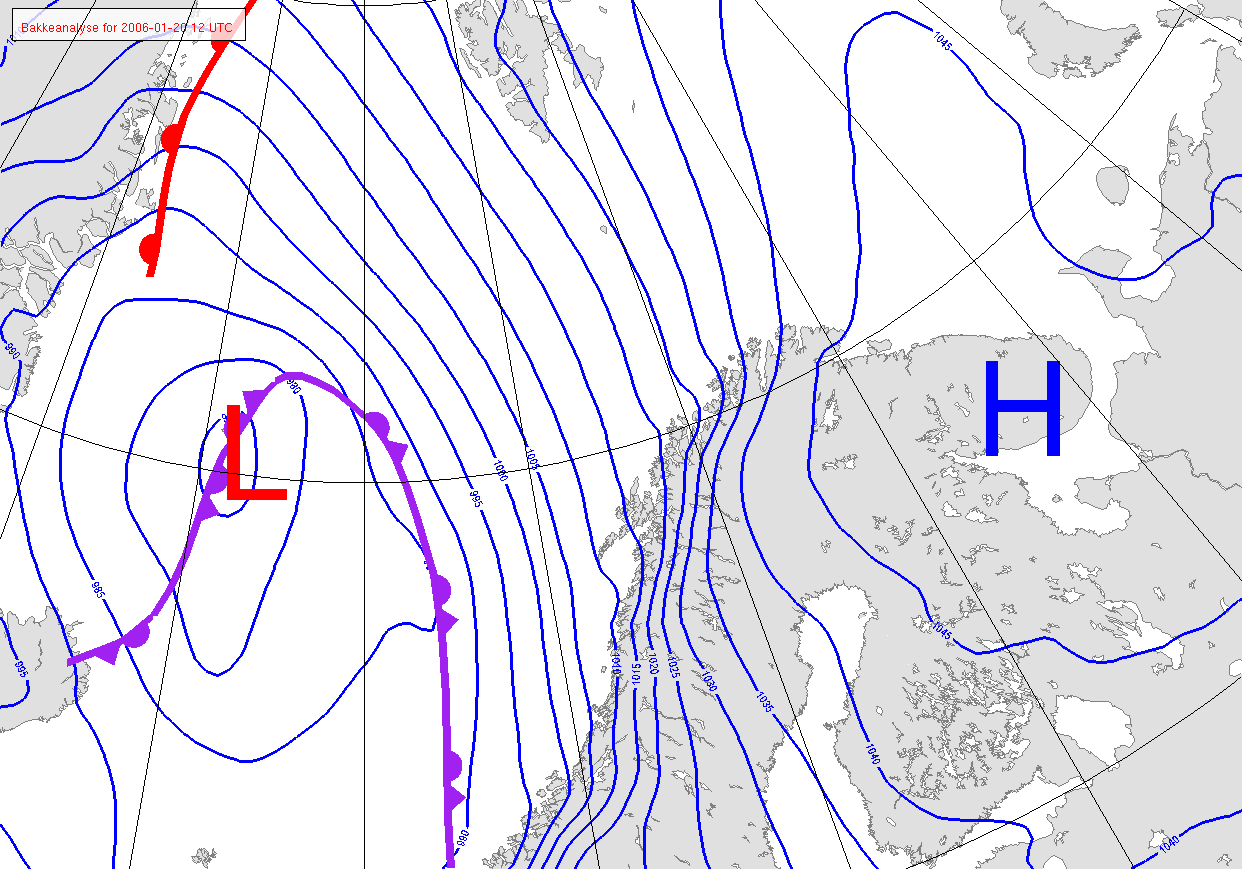

Een hogedrukgebied, anticycloon of maximum is een gebied waarin de luchtdruk op zeeniveau hoog is ten opzichte van de omgeving. Dit in tegenstelling tot een lagedrukgebied, waarin juist relatief lage barometerstanden worden gemeten. Het symbool voor een hogedrukgebied is de letter H. Ze worden op weerkaarten gebruikt om aan te geven waar een hogedrukgebied zich bevindt en worden altijd in de kern van een hogedrukgebied weergegeven waar de luchtdruk het hoogst is.
Een vuistregel voor meteorologen is dat stijgende luchtdruk een weersverbetering aankondigt, terwijl dalende druk tot een weersverslechtering leidt. In de praktijk zal dat echter niet altijd het geval zijn. Dit heeft te maken met de dalende lucht in het hogedrukgebied.
De wind om een hogedrukgebied draait op het noordelijk halfrond over het aardoppervlak met de wijzers van de klok mee, op het zuidelijk halfrond tegen de wijzers van de klok in, de anticyclonale circulatie. Dit wordt veroorzaakt door de draaiing van de aarde.
Hogedrukgebieden bewegen veel langzamer over het aardoppervlak dan lagedrukgebieden. Soms staan ze langdurig stil. Als een hogedrukgebied stilstaat boven Scandinavië, ten noorden van Nederland, zal er in Nederland een oostelijke wind waaien. Deze  voert in de winter koude lucht aan uit het oosten. In de zomer leidt zo'n noordelijk gelegen hogedrukgebied tot een periode van warme, droge oostenwind. 
Een uitloper van het hogedrukgebied wordt een rug van hoge druk genoemd, een snel passerend hogedrukgebied een trekrug of tussenhoog. Het bekendst is het Azorenhoog bij de Azoren dat ontstaat door de uitwisseling van warmte tussen de tropen en de poolgebieden

## Soorten
Ingedeeld naar ontstaanswijze herkent men de volgende varianten:
- dynamisch hogedrukgebied,
- thermisch hogedrukgebied,
- orografisch hogedrukgebied.